# Мирное (Тараклийский район)
Мирное (рум. Mirnoe) — село в Тараклийском районе Молдавии. Наряду с сёлами Виноградовка, Кириловка и Чумай входит в состав коммуны Виноградовка.

## География
Село расположено на высоте 85 метров над уровнем моря и является последним молдавским населённым пунктом, находящимся на реке Ялпуг и которая через 6 км впадает в украинское озеро Ялпуг. В селе расположен автомобильный пункт пропуска через молдавско-украинскую границу «Мирное — Табаки». Расстояние до административного центра коммуны села Виноградовка — 10 км.

## Население
По данным переписи населения 2004 года, в селе Мирное проживает 288 человек (138 мужчин, 150 женщин).
Этнический состав села:
| Национальность | Число жителей | Процентный состав |
| -------------- | ------------- | ----------------- |
| гагаузы        | 84            | 29,17             |
| молдаване      | 75            | 26,04             |
| болгары        | 55            | 19,1              |
| украинцы       | 49            | 17,01             |
| русские        | 21            | 7,29              |
| румыны         | 1             | 0,35              |
| прочие         | 3             | 1,04              |
| Всего          | 288           | 100 %             |

## Экономика
Экономика села ограничивается обработкой сельскохозяйственных земель и торговлей. Сельскохозяйственный потенциал села достаточно высок, однако в связи с рядом факторов имеет низкую производительность: недоразвитый технологический сектор, вызванный недостатком инвестиций и затруднённый доступ к кредитам, низкая заработная плата работников, трудовая миграция. Безработица остаётся одной из наиболее острых проблем, с которой сталкивается население на протяжении последних лет.

## Водные ресурсы
Водные ресурсы Мирного представлены поверхностным водами. Поверхностные источники воды ограничены. Качественных ресурсов для обеспечения питьевой водой и водой для ирригации недостаточно.
Поверхностные воды
Поверхностные воды в селе Мирное представлены рекой Ялпуг, которая протекает рядом с населённым пунктом. Поверхностные воды не могут использоваться для обеспечения жителей села питьевой водой по причине несоответствия санитарным нормам. Качество воды в реке Ялпуг и Тараклийском водохранилище отнесено к V классу качества (очень загрязнённая).

## Водоснабжение и водоотведение
Население села имеет существенные проблемы, связанные с доступом к питьевой воде. По состоянию на 2016 год в населённом пункте, состоящем из 67 хозяйств, отсутствует водопровод и канализация. Население обеспечивается привозной водой из села Чумай частным способом.